# Parc national de la montagne Burrowa-Pine
Le parc national de la montagne Burrowa-Pine est un parc national situé au Victoria en Australie à 314 km  au nord-est de Melbourne. Il abrite l'un des plus vastes monolithes de l'hémisphère sud.